# Orde van Ranavalona III

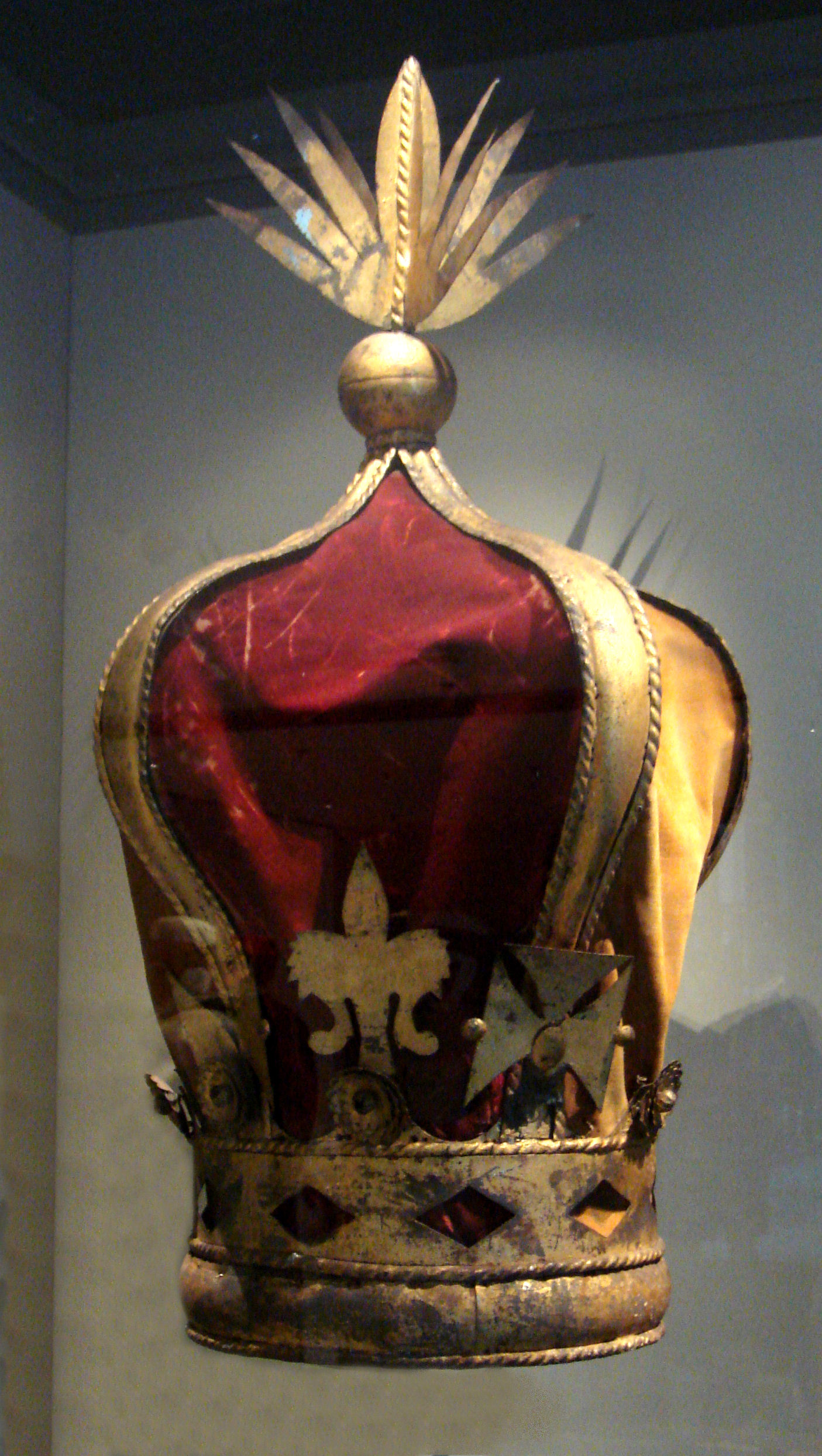
De koningskroon van Madagaskar

Madagaskar heeft pas na de Franse verovering in 1896 een eigen ridderorde ingesteld, deze Orde van Ranavalona III werd naar de regerende koningin, Ranavalona III van Madagaskar genoemd. Omdat de in maart 1896 ingestelde orde samen met de Malagasische monarchie op 28 februari 1897 werd afgeschaft zijn de ordetekens vrij zeldzaam.
De uit grote en kleine zilveren speren samengestelde zevenpuntige ster heeft een wit en donkerrood geëmailleerd ovaal medaillon in het midden waarop het wapen van Madagaskar was afgebeeld. Op het medaillon is in blauw de letters "R M" afgebeeld wat in het Frans voor "Rouyame de Madagascar" of "Koninkrijk Madagaskar" staat. Als verhoging was een geëmailleerde gouden koningskroon met scharlakenrode voering van email aangebracht. De kroon van de mohammedaanse vorstin werd bij de in Frankrijk vervaardigde decoraties niet door een kruis maar door een adelaar bekroond. Dat kwam overeen niet overeen met de werkelijkheid maar wel met de bekroning van onder andere de in Parijs vervaardigde kronen die als verhoging van Mexicaanse ridderorden waren aangebracht. De werkelijke Malagasische kroon heeft een andere bekroning.
De keerzijde was vlak en ongeëmailleerd. Op een centraal schild stond het adres van de fabrikant, de firma Chobillon in Parijs vermeld.
Er zijn versierselen met briljanten bekend maar het is onduidelijk of deze in die vorm door de regering van Madagaskar zijn verleend. De kruisen kunnen ook op particulier initiatief en buiten medeweten van de Malagische regering zijn versierd. Het op eigen initiatief versieren van onderscheidingen was in de 19e eeuw niet ongebruikelijk.
Het lint was wit met een rood kanton in de rechteronderhoek.